# Lisa Dahlkvist
Lisa Dahlkvist (* 6. Februar 1987 in Stockholm) ist eine schwedische Fußballspielerin. Die Mittelfeldspielerin, die mit Umeå IK drei Meistertitel gewann, debütierte 2008 in der schwedischen Nationalmannschaft. Sie ist die Tochter von Sven Dahlkvist, der zwischen 1979 und 1985 39-mal für die Schwedische Nationalmannschaft spielte und 1984 Fußballer des Jahres in Schweden wurde.

## Karriere
Dahlkvist begann mit dem Fußballspielen bei Adolfsbergs IK. Über die Jugend von Karlslunds IF kam die Mittelfeldspielerin 2005 zu KIF Örebro. Parallel durchlief sie die schwedischen Jugendauswahlen, wobei sie teilweise bei den älteren Jahrgängen mitspielte.
Anfang Dezember 2005 gab Umeå IK die Verpflichtung Dahlkvists und Johanna Frisk mit Beginn der Spielzeit 2006 bekannt. Mit der von Andrée Jeglertz betreuten Mannschaft gewann sie den Meistertitel und erreichte anschließend die Endspiele um den UEFA Women’s Cup 2006/07, die gegen Arsenal LFC verloren gingen. Am Ende des Jahres gelang der Gewinn der schwedischen Meisterschaft. Als Stammspielerin empfahl sie sich für die Nationalmannschaft und wurde von Nationaltrainer Thomas Dennerby im Februar des folgenden Jahres für das Länderspiel gegen England berücksichtigt. Sie hielt sich in der Landesauswahl und gehörte zum Kader bei den Olympischen Spielen 2008, kam im Turnierverlauf jedoch nicht zum Einsatz. Bis zum Ende des Jahres verhalf sie ihrem Klub zur Titelverteidigung des Kronprinsessan-Victorias-Pokal. Im Sommer 2009 berief sie Dennerby neben ihren Vereinskameradinnen Ulla-Karin Rönnlund und Anna Paulson in den Kader für die Europameisterschaft. Für die WM 2011 wurde sie ebenfalls nominiert. Im zweiten Gruppenspiel gegen Nordkorea erzielte sie den 1:0-Siegtreffer für Schweden. Im Spiel um den Gruppensieg gegen die USA verwandelte sie in der 16. Minute einen Foulelfmeter zur 1:0-Führung für Schweden. Durch den Sieg gegen die USA erreichte Schweden ungeschlagen das Viertelfinale, in dem Australien der nächste Gegner war. Dort erzielte sie in der 16. Spielminute den Treffer zum 2:0 und damit ihr drittes WM-Tor. Durch den 3:1-Sieg wurde sowohl das Halbfinale gegen Japan erreicht, als auch die Qualifikation für die Olympischen Spiele in London. Im Halbfinale gegen Japan verlor sie mit ihrer Mannschaft mit 1:3 und musste zusehen wie Homare Sawa, die wie sie zuvor drei Tore erzielt hatte, einen weiteren Treffer erzielen konnte. Am 16. Juli 2011 gewann sie mit der Mannschaft das Spiel um Platz 3 beim 2:1-Sieg über Frankreich. Sie stand auch im schwedischen Kader für die Olympischen Spiele 2012 und kam in allen vier Spielen zum Einsatz.
2012 wurde sie mit Tyresö FF zum vierten Mal Meister in Schweden.
Sie stand im Kader für die EM-Endrunde 2013 und kam in allen fünf Spielen bis zum Ausscheiden im Halbfinale zum Einsatz. Dabei stand sie aber nur im Gruppenspiel gegen Italien in der Startelf. In den anderen Spielen wurde sie jeweils in der zweiten Halbzeit eingewechselt.
Nach der Insolvenz von Tyresö FF wechselte sie 2014 zum norwegischen Verein Avaldsnes IL, kehrte anschließend zu KIF Örebro zurück und nahm im Sommer 2015 ein Angebot des französischen Erstdivisionärs Paris Saint-Germain an. Mit PSG wurde sie in der Meisterschaft hinter Olympique Lyon Zweite und auch in der UEFA Women’s Champions League 2015/16 scheiterte sie mit PSG im Halbfinale an Lyon.
Im Mai 2015 wurde sie für die WM 2015 nominiert. Sie wurde nur in den Gruppenspielen eingesetzt, ihre Mannschaft schied dann ohne ihre Mitwirkung im Achtelfinale gegen Deutschland aus, so dass sie dort nicht zu ihrem 100. Länderspiel kam.
Ihr 100. Länderspiel bestritt sie dann im ersten Spiel der Qualifikation für die EM 2017 gegen Moldau, das zugleich das erste Länderspiel der Schwedinnen gegen Moldau war.
Im März 2016 qualifizierte sie sich mit ihrer Mannschaft beim Olympia-Qualifikationsturnier für die Olympischen Spiele 2016. Dabei erzielte sie beim 1:0 im ersten Spiel gegen Norwegen das Siegtor. Bei den olympischen Spielen kam sie in allen sechs Spielen zum Einsatz. Im Viertel- und Halbfinale setzten sich die Schwedinnen im Elfmeterschießen gegen Titelverteidiger USA bzw. Gastgeber Brasilien durch, wobei Dahlkvist immer die letzte erfolgreiche Schützin war. Im Finale unterlagen die Schwedinnen dann aber wieder einmal Deutschland. 
Kurz nach den Olympischen Spielen qualifizierte sie sich mit ihrer Mannschaft für die Fußball-Europameisterschaft der Frauen 2017, wo sie im ersten Spiel erneut auf Deutschland trafen.
Nach einer Saison in Frankreich kehrte sie im August 2016 wieder zurück in ihre Heimat und spielte zunächst erneut für KIF Örebro. 2018 wechselte sie zu Eskilstuna United. Seit 2020 spielt sie wieder für Umeå IK.

## Erfolge
- Dritte der Weltmeisterschaft 2011
- Schwedische Meisterschaft: 2006, 2007, 2008, 2012
- Olympische Spiele 2016: Silbermedaille

## Privates
Dahlkvist lebt offen homosexuell in Schweden.